# Neudorf im Weinviertel
Pour les articles homonymes, voir Neudorf.
Neudorf im Weinviertel (–2019 Neudorf bei Staatz) est une commune autrichienne du district de Mistelbach en Basse-Autriche.